# Mateusz Śmietana
Mateusz Jakub Śmietana – polski elektronik, doktor habilitowany nauk technicznych, specjalizujący się w optoelektronice. Profesor nadzwyczajny Wydziału Elektroniki i Technik Informacyjnych Politechniki Warszawskiej.
Ukończył studia magisterskie z elektroniki na Wydziale Elektroniki i Technik Informacyjnych Politechniki Warszawskiej w 2002. Stopień doktorski na tymże wydziale uzyskał w 2007 na podstawie pracy zatytułowanej Warstwy diamentopodobne w światłowodowej technice czujnikowej, przygotowanej pod kierunkiem Jana Szmidta, a w 2014 został doktorem habilitowanym. Na Wydziale Elektroniki i Technik Informacyjnych PW w Instytucie Mikroelektroniki i Optoelektroniki pracuje od 2006, początkowo jako asystent, od 2007 jako adiunkt, a obecnie jako profesor nadzwyczajny. Ponadto, w latach 2009-2011, pełnił funkcję postdoctoral researcher na Université du Québec en Outaouais. Uczestniczy w badaniach naukowych związanych z konstrukcją czujników światłowodowych. Kilkakrotnie wyróżniany zarówno indywidualną, jak i zespołową nagrodą Rektora PW za działalność naukową. Publikował prace w czasopismach, takich jak „Optics Express”, „Diamond and Related Materials”, „Optics Communications”, „Measurement Science and Technology” czy „Biosensors and Bioelectronics”.